# Duální prostor
Duální prostor nebo duální vektorový prostor je matematický pojem z oblasti funkcionální analýzy. Pro každý daný vektorový prostor {\displaystyle V} existuje jeho jednoznačný duální prostor {\displaystyle V^{*}}, který sestává z množiny lineárních funkcionálů na {\displaystyle V}.
Rozlišujeme 2 typy duálních prostorů: 
- algebraický duální prostor (je definován pro všechny vektorové prostory) a
- kontinuální duální prostor (množina všech spojitých lineárních funkcionálů v topologickém lineárním prostoru; jde o vektorový podprostor algebraického duálního prostoru {\displaystyle V^{*}}).

## Definice
Nechť {\displaystyle V} je vektorový prostor nad tělesem {\displaystyle F}. Duálním prostorem {\displaystyle V^{*}} k prostoru {\displaystyle V} nazýváme vektorový prostor všech lineárních funkcionálů {\displaystyle \varphi :V\to F}, kde operace sčítání a skalární násobení jsou definovány takto:
{\displaystyle {\begin{aligned}&(\phi +\psi )(x)=\phi (x)+\psi (x)\\&(a\phi )(x)=a(\phi (x))\end{aligned}}}
pro všechny {\displaystyle \phi ,\psi \in V^{*}}, {\displaystyle x\in V}, {\displaystyle a\in F}.